# Sicyopterus rapa
Sicyopterus rapa és una espècie de peix de la família dels gòbids i de l'ordre dels perciformes.

## Morfologia
- Els mascles poden assolir 7,5 cm de longitud total.[4]

## Hàbitat
És un peix de clima subtropical i demersal.

## Distribució geogràfica
Es troba a Oceania: la Polinèsia Francesa.

## Observacions
És inofensiu per als humans.